# Spermacoce resinosula
Spermacoce resinosula är en måreväxtart som beskrevs av Harwood. Spermacoce resinosula ingår i släktet Spermacoce och familjen måreväxter. Inga underarter finns listade i Catalogue of Life.